# Unleashed Memories
Unleashed Memories es el segundo álbum de estudio de la banda italiana de metal gótico Lacuna Coil. Fue publicado el 29 de enero de 2001, por Century Media Records.

## Lista de canciones
| Edición Estándar |                         |                       |                                          |          |  |
| N.º              | Título                  | Letras                | Música                                   | Duración |  |
| 1.               | «Heir of a Dying Day»   | Cristina Scabbia      | Marco Coti Zelati                        | 4:59     |  |
| 2.               | «To Live Is to Hide»    | Andrea Ferro, Scabbia | Zelati                                   | 4:34     |  |
| 3.               | «Purify»                | Scabbia               | Marco Biazzi, Cristiano Migliore, Zelati | 4:36     |  |
| 4.               | «Senzafine»             | Ferro, Scabbia        | Zelati                                   | 3:53     |  |
| 5.               | «When a Dead Man Walks» | Scabbia               | Zelati                                   | 5:54     |  |
| 6.               | «1.19»                  | Scabbia               | Zelati                                   | 4:58     |  |
| 7.               | «Cold Heritage»         | Scabbia               | Zelati                                   | 5:23     |  |
| 8.               | «Distant Sun»           | Scabbia               | Zelati                                   | 5:29     |  |
| 9.               | «A Current Obsession»   | Scabbia               | Zelati                                   | 5:20     |  |
| 10.              | «Wave of Anguish»       | Ferro                 | Migliore, Zelati                         | 4:40     |  |

| Bonus Tracks en Norteamérica (Halflife EP) |                         |                   |                |          |  |
| N.º                                        | Título                  | Letras            | Música         | Duración |  |
| 11.                                        | «Halflife»              | Ferro, Scabbia    | Zelati         | 5:00     |  |
| 12.                                        | «Trance Awake»          | Cristiano Mozzati | Zelati         | 2:00     |  |
| 13.                                        | «Senzafine»             | Scabbia           | Zelati         | 3:55     |  |
| 14.                                        | «Hyperfast»             | Ferro, Scabbia    | Biazzi, Zelati | 4:57     |  |
| 15.                                        | «Stars» (Dubstar cover) | Steve Hillier     | Hillier        | 4:37     |  |

| Bonus Tracks de 2011 |                |         |                  |          |  |
| N.º                  | Título         | Letras  | Música           | Duración |  |
| 11.                  | «Lost Lullaby» | Scabbia | Migliore, Zelati | 5:03     |  |

## Personal

### Músicos
- Cristina Scabbia - vocales
- Andrea Ferro - vocales
- Marco Biazzi - guitarra
- Cristiano Migliore - guitarra
- Marco Coti Zelati - bajo, teclados
- Cristiano Mozzati - batería

### Producción
- Waldemar Sorychta - productor musical, ingeniería, remezclas
- Matthias Klinkmann, Siggi Bemm - ingeniería
- Carsten Drescher - diseños
- Volker Beushausen - fotografía